# العلوم البيزنطية

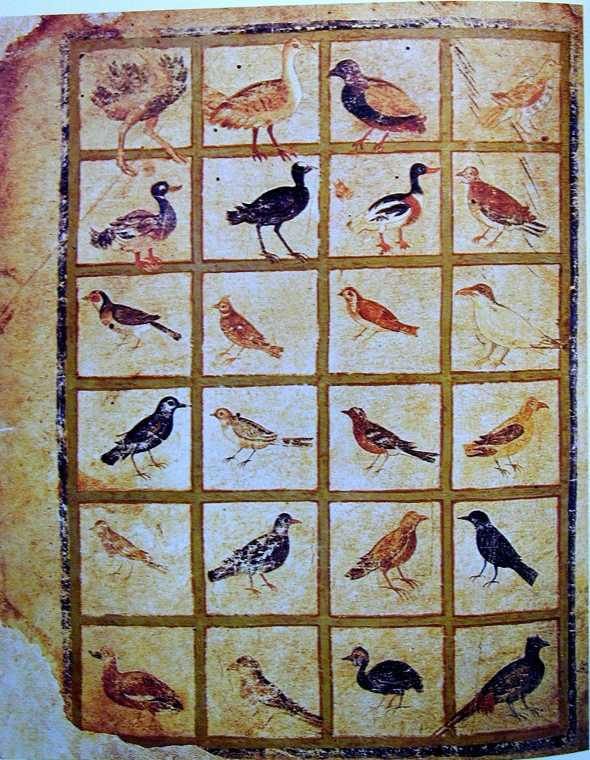
منمنمة لكتاب علمي عن الطيور للراهب البيزنطي استاثيوس من تسالونيكي.

لعبت العلوم البيزنطية دورًا هامًا في نقل المعارف الكلاسيكية للعالم الإسلامي، وإلى عصر النهضة في إيطاليا، وأيضا في نقل العلوم العربية إلى عصر النهضة في إيطاليا. حافظت الإمبراطورية البيزنطية على تقاليدها من خلال كتابة التاريخ الغني والحفاظ على المعارف القديمة التي إعتمد على الفن، والهندسة المعمارية، التي أدّت لبناء الأدب والإنجازات التكنولوجية.

## تاريخ
رعت الكنيسة العلوم في الامبراطورية البيزنطية والتي كانت مركز ثقافي وعلمي وحضاري هام في العالم القديم، وارتبط ارتباطًا وثيقًا مع الفلسفة القديمة، والميتافيزيقيا. ومن الانجازات التي طبقت فيها العلوم كانت بناء كنيسة آيا صوفيا. خلال عصر النهضة البيزنطية دعمت الكنيسة الشرقية الحركة والنهضة العلمية وخاصة في مجال علم الفلك والرياضيات والطب فكتب الرهبان الموسوعات الطبية التي تضمنت شروحا في أمراض العين والأذن والفم والعمليات الجراحية، وقد ترجمت هذه الموسوعات إلى اللاتينية والسريانية والعربية. كما انتج الرهبان البيزنطيين ابحاثًا في حقول كيمياء المعادن والسبائك والرياضيات والهندسة الجغرافية، وكانوا يؤمنون بأن الكواكب والنجوم لها تأثير على أحداث الأرض، وكانت هذه العلوم السبب الرئيسي في احياء الاداب اليونانية القديمة والدراسات النحوية والأدبية والعلمية في إيطاليا مطلع عصر النهضة.
دعمت الكنيسة التعليم في الامبراطورية البيزنطية، فأنشأت المدارس والمعاهد وأهمها جامعة القسطنطينية التي كانت تُدرّس الفلسفة والقانون والطب ونحو اللغة اللاتينية واليونانية وبلاغتها في حين نشطت المدارس الأكاديمية الفلسفية والفلكية في الإسكندرية، وبنيت أيضًا المدارس الرهبانية التي ركزت على الكتاب المقدس واللاهوت والليتورجيا لكنها تضمنت أيضًا تعليم نصوص ادبية وفلسفية وعلمية في المناهج الدراسية، وبذل الرهبان الأرثوذكس جهودًا في نسخ المخطوطات الكنسية، وكتب الأدب القديمة.

## الرياضيات
حافظ العلماء البيزنطيين على إرث الرياضيات من عصور اليونانية القديمة وقاموا بتطوير هذه العلوم. في وقت مبكر من عصر الإمبراطورية البيزنطية (من القرن الخامس إلى القرن السابع) اعتمد المهندسين المعماريين وعلماء الرياضيات أمثال ايزيدور ميليتس على المعادلات الرياضية المعقدة لبناء كنيسة آيا صوفيا، والتي أدّت إلى طفرة تكنولوجية في وقتها وعلى مدى قرون بعد ذلك بسبب تصميم الكنيسة الجريء. في وقت متأخر من العصور البيزنطية (من القرن التاسع إلى القرن الثاني عشر) ظهر علماء رياضيات مثل مايكل بسيلوس والذي إعتبر الرياضيات كوسيلة لتفسير العالم.

## الطب
الطب البيزنطي يشمل الممارسات الطبيّة الشائعة للإمبراطورية البيزنطية من عام 400 ميلادي إلى عام 1453 ميلادي. كان الطب البيزنطي مرتبط على قاعدة المعرفة التي وضعتها سابقاتها الحضارة اليونانية والرومانية. وقد حافطت الممارسات الطبيّة البيزنطية على الممارسات الطبية من العصور القديمة الكلاسيكية، وقد أثرّ الطب البيزنطي على الطب الإسلامي فضلاً عن الممارسات الطبية في عصر النهضة.
جمّع الأطباء البيزنطيين في كثير من الأحيان المعرفة الطبية الموحدة في كتب تعليمية. من أهم الأعمال الطبية التي نجت هي خلاصة الطبية في سبعة كتب، الموسوعة الطبية خلاصة الطب في سبعة كتب للطبيب البيزنطي بولس الأجانيطي ولسنوات عديدة تضمن هذا العمل مجموع كل المعارف الطبيّة الغربيّة في الإمبراطورية البيزنطية.
قاد إعلان المسيحية كديانة رسمية في الإمبراطورية الرومانية إلى التوسع في توفير الخدمات والرعاية الاجتماعية. بعد مجمع نيقية في عام 325 تم بناء في كل مدينة مستشفى قرب الكاتدرائية. ومن أوائل المستشفيات التي اقيمت كانت من قبل الطبيب القديس سامبسون في القسطنطينية، وباسيل أسقف قيصرية في تركيا المعاصرة. وقد بنى باسيل مدينة دعيت «بباسيلاس»، وهي مدينة شملت مساكن للأطباء والممرضين ومبان منفصلة لفئات مختلفة من المرضى. وكان هناك قسم منفصل لمرضى الجذام. بعض المستشفيات حوت على مكتبات وبرامج تدريب، وجمع الأطباء دراستهم الطبية والدوائية في مخطوطات حفظت في مكتباتها. وبالتالي ظهرت الرعاية الطبية للمرضى في معنى ما نعتبره اليوم المستشفى، وكان يقودها الكنيسة الأرثوذكسية والاختراعات والابتكارات البيزنطية واعمال الرحمة المسيحية.

## نار الإغريق
تسمى النار الاغريقية باللغة اليونانية «ايغرو بير» "υγρό πυρ" أي النار السائلة. ولا تعرف مكونات هذه المادة بدقة، ولكن يرجح أنها كانت مزيجا مركبا من عدة مواد سريعة الاشتعال كالكحول - النفط - وملح الصخور - والكبريت - والقار. وكانت لهذه المادة خاصية الاحتراق حتى على سطح الماء، لذلك سميت أيضا بالنار السائلة أو البحرية. يذكر المؤرخ البيزنطي ثيوفانس Theophanes، أن اختراع النار الاغريقية يرجع للمهندس الفينيقي كالينيكوس Callinicus من بعلبك وذلك سنة 670 ميلادية. ويعتقد المؤرخون أنها من نتاج التأثيرات العلمية للحضارة الهيلينية.

## دور العلوم البيزنطية في العالم الإسلامي
خلال العصور الوسطى، كان هناك كثير من الأحيان تبادل حضاري للأعمال العلمية بين الإمبراطورية البيزنطية والعالم الإسلامي. حيث قدمت الإمبراطورية البيزنطية إلى العالم الإسلامي في العصور الوسطى النصوص اليونانية القديمة وأوائل النصوص في علم الفلك والرياضيات والفلسفة وقد نشط السريان في ترجمة هذه الأعمال من اليونانية إلى السريانية ومن ثم للعربية وخاصة في عهد الدولة العباسية حيث كان معظم المترجمين في بيت الحكمة من اليعاقبة والنساطرة، يذكر أنه كانت الإمبراطورية البيزنطية مركزًا رائدًا للمنح الدراسية العلمية في بداية العصور الوسطى.

## دور العلوم البيزنطية في عصر النهضة
مع سقوط القسطنطينية على يد العثمانيين هجر الفن البيزنطي موطنه، وأخذت هجرة العُلماء الروم إلى إيطاليا وفرنسا، التي كانت قد بدأت سنة 799هـ المُوافقة لسنة 1397م، تزداد وتُثمر في إيطاليا، ونتج عنها الدعوة إلى إنقاذ اليونان القديمة، وكان ذلك من بواعث النهضة الحديثة في أوروپَّا. وكان المهاجرون البيزنطيين من النحاة والإنسانيين والشعراء والكتّاب والمهندسين المعماريين والأكاديميين والفنانين والفلاسفة والعلماء وعلماء الدين؛ قد جلبوا إلى أوروپَّا الآداب والمعارف والدراسات النحويَّة والعلميَّة اليونانية القديمة. ونتيجةً لما سببتهُ هذه الهجرة من تقدّمٍ ملحوظ في الغرب وتحوّلاتٍ في أنماط الحياة لاحقًا، إضافةً إلى هول الحدث نفسه، اعتبره المؤرخون خاتمة القرون الوسطى وفاتحة القرون الحديثة.